# Ruth Ann Minner
Ruth Ann Minner, nata Coverdale, precedentemente Ingram (Milford, 17 gennaio 1935 – Milford, 4 novembre 2021), è stata una politica statunitense, governatrice del Delaware dal 2001 al 2009.

## Biografia
All'età di sedici anni abbandonò gli studi per aiutare economicamente la famiglia e poco dopo si sposò con Frank Ingram, dal quale ebbe tre figli. Nel 1967 Ingram morì a causa di un attacco di cuore, lasciando Ruth Ann a crescere da sola i suoi bambini. Lei tornò a studiare, mantenendo nel frattempo due lavori contemporaneamente. Nel 1969 sposò Roger Minner, con il quale avviò un'impresa di autotrasporti, la Roger Minner Wrecker Service. Minner morì di tumore nel 1991.
Nel 1974 la Minner intraprese la carriera politica e da allora cominciò la sua scalata: da rappresentante di stato divenne senatrice di stato, per poi essere eletta Vicegovernatrice del Delaware.
Nel 2000, in seguito alle dimissioni di Thomas Carper, divenuto senatore, la Minner prese il suo posto come governatrice, inizialmente ad interim, poi confermata dalle elezioni generali. Fu rieletta per un secondo mandato nel 2004.
Morì all'età di 86 anni il 4 novembre 2021 mentre era ricoverata in una casa di cura a Milford per le complicazioni dovute ad una caduta.